# Associazione per la tassazione delle transazioni finanziarie e per l'aiuto ai cittadini
L'Associazione per la tassazione delle transazioni finanziarie e per l'aiuto ai cittadini, in acronimo ATTAC, è un'associazione orientata all'azione per l'affermazione dei valori della dignità umana e della protezione dell'ambiente e, quindi, di opposizione alle politiche neoliberiste.

## Storia

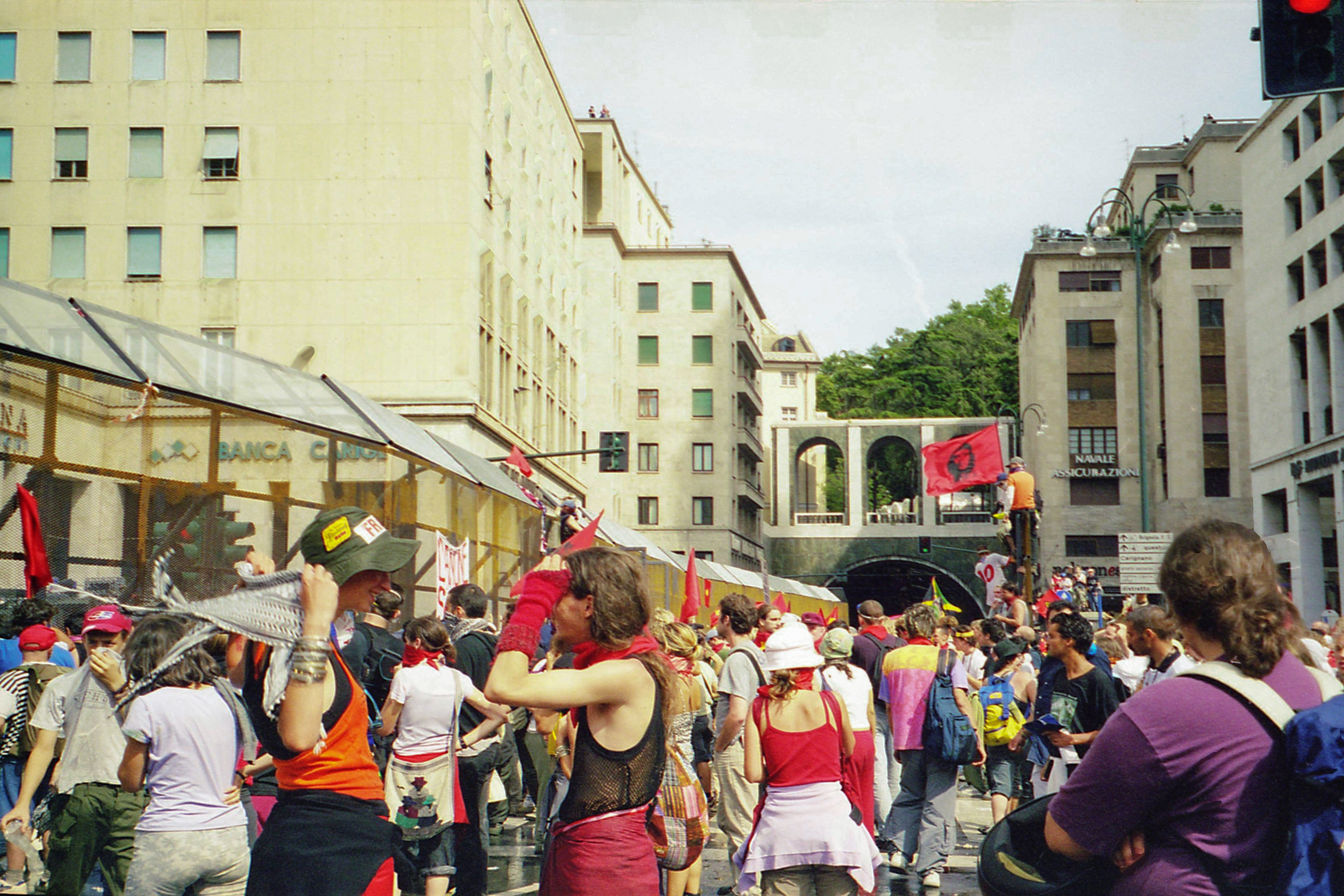
Una manifestazione di ATTAC France in Piazza Dante a Genova durante le proteste contro il G8 del 2001.

L'idea di un'associazione per l'introduzione della Tobin tax, il cui gettito fosse utilizzato per finanziare progetti sociali fu lanciata nel dicembre 1997 da Ignacio Ramonet, direttore di Le Monde diplomatique in un editoriale pubblicato dal mensile francese e intitolato Disarmare i mercati. La proposta, lanciata durante la crisi economica dei mercati del sud-est asiatico, raccolse un inaspettato numero di consensi e il 3 giugno 1998 si tenne un'assemblea costitutiva dell'Associazione oggi presente in circa 55 Paesi del mondo. In seguito, Attac ha ampliato i suoi campi d'intervento e ora si interessa a tutti gli aspetti della globalizzazione economica (che l'associazione qualifica come ultraliberale), osteggiando le decisioni del WTO, dell'OCSE e del Fondo monetario internazionale.
L'Associazione funziona in base ad un principio di decentralizzazione volto a stimolare il più possibile l'attività dei comitati locali. In alcuni Paesi si è dotata di un consiglio scientifico indipendente da strutture universitarie o comunque istituzionali. La critica ai meccanismi dell'economia mondiale, che sarebbero funzionali a logiche neoliberiste non comporta un'opposizione al fenomeno della globalizzazione che anzi viene accolta con favore dall'Associazione quando le politiche economiche si rivelino rispettose dell'ambiente e della dignità sociale di tutti gli uomini.
I membri di ATTAC sono stati tra i promotori del Forum sociale mondiale di Porto Alegre, dei Forum sociali europei e del Forum sociale del Mediterraneo. Tra il 2009 e il 2010 ATTAC Austria ha elaborato un progetto di "banca democratica" che rispondesse ai principi fondamentali dell'Economia del bene comune elaborata da Christian Felber, uno tra i fondatori di ATTAC Austria.